# Vilar de Var
Vilar de Var (en francès Villars-sur-Var) és un municipi francès situat al departament dels Alps Marítims i a la regió de Provença – Alps – Costa Blava.

## Demografia
| 1962                                       | 1968 | 1975 | 1982 | 1990 | 1999 | 2006 |
| ------------------------------------------ | ---- | ---- | ---- | ---- | ---- | ---- |
| 394                                        | 491  | 383  | 465  | 507  | 553  | 646  |
| Des de 1962: població sense dobles comptes |      |      |      |      |      |      |

## Administració
| Període   | Identitat                | Partit |
| --------- | ------------------------ | ------ |
| 1973-1983 | Régis Boyer              |        |
| 1983-1989 | Georges Pettenaro        |        |
| 1989-1999 | Colette Bourrier-Reynaud |        |
| 1999-     | Edgar Malaussena         | PG     |